# Епарон (Горњи Алпи)
Епарон (фр. Esparron) насеље је и општина у Француској у региону Прованса-Алпи-Азурна обала, у департману Горњи Алпи која припада префектури Гап.
По подацима из 2011. године у општини је живело 39 становника, а густина насељености је износила 1,62 становника/km². Општина се простире на површини од 24,11 km². Налази се на средњој надморској висини од 975 метара (максималној 1.830 m, а минималној 795 m).

## Демографија
| 1962. | 1968. | 1975. | 1982. | 1990. | 1999. | 2011. |
| ----- | ----- | ----- | ----- | ----- | ----- | ----- |
| 48    | 48    | 34    | 30    | 28    | 27    | 39    |

График промене броја становника у току последњих година